# クリスティアン・トロ
クリスティアン・イサアク・トロ・カルバーリョ（スペイン語: Cristian Isaac Toro Carballo, 1992年4月29日 - ）は、ベネズエラ・ラ・アスンシオン出身、スペイン国籍のカヌースプリント選手（カヤック）。ガリシア州ルーゴ県ビベイロ在住。

## 経歴
2016年にブラジルのリオデジャネイロで開催されたリオデジャネイロオリンピックでは、サウル・クラビオットとともに出場したカヤックペア200mで金メダルを獲得した。